# Provincia di Monseñor Nouel
Monseñor Nouel è una delle 32 province della Repubblica Dominicana. Il suo capoluogo è Bonao.

## Geografia antropica

### Suddivisioni amministrative
La provincia si suddivide in 3 comuni e 7 distretti municipali (distrito municipal - D.M.):
- Bonao
- Maimón
- Piedra Blanca